# UFOロボ グレンダイザー対グレートマジンガー
『UFOロボ グレンダイザー対グレートマジンガー』（ユーフォーロボ グレンダイザー たい グレートマジンガー）は、1976年3月20日に東映まんがまつりで上映された日本のアニメーション映画作品。

## 概要
テレビアニメ『UFOロボ グレンダイザー』の映画化第2作であり、初の映画オリジナル作品。『グレートマジンガー』のキャラクターは登場しないため、従来のクロスオーバー作品とは雰囲気が異なり、『UFOロボ グレンダイザー』の外伝的エピソードとなっている。
劇場版での作品世界にて、友軍的立場で存在している事になっている早乙女研究所とゲッターチーム（劇場版での時系列的にはゲッターロボG）は本作には登場せず、全く触れられない。
各作品の設定ではグレートマジンガーが身長25m、グレンダイザーが身長30mとサイズに差があるが、本作中では演出上、同等のサイズに描かれている。
本作以前の東映まんがまつりで、既存のヒーロー同士が「対」のタイトルを冠した作品で共闘することがあったが、本作では文字通りグレンダイザーと敵の手に落ちたグレートマジンガーが対決する。
なお英文タイトルは『Mazinger VS Grendiser』で、邦題とは逆にグレートの方が先であり、また『Great』がタイトルに入っていない。

## あらすじ
遅々として進まない地球侵攻計画に業を煮やしたベガ大王は、スカルムーン基地にバレンドス親衛隊長を派遣した。バレンドスは兜甲児を捕らえ、自白装置で情報を聞き出した際にグレートマジンガーの存在を知る。光子力研究所近郊にあるロボット博物館に展示されているグレートを強奪し、バレンドス自ら操縦して円盤獣と共にグレンダイザーに襲いかかった。
しかし、脱出した甲児の助言によってグレートの機能を一時的に止めることに成功する。バレンドスは撤退を図るが、グレンダイザーと甲児が搭乗したグレートの逆襲で母艦もろとも葬られた。こうして、つかの間の平穏が戻った。

## 主な登場人物
宇宙科学研究所、シラカバ牧場
- デュークフリード / 宇門大介：富山敬
- 兜甲児：石丸博也
- 宇門源蔵博士：八奈見乗児
- 牧葉ひかる：川島千代子
- 牧葉吾郎：沢田和子
- 林所員：山田俊司

ベガ星連合軍
- バレンドス親衛隊長：柴田秀勝
本作のオリジナルキャラクター。ガンダル、ブラッキーに対し「作戦が成功したらお前たちはクビだ、生きたまま宇宙へ放り出す」と恫喝する。グレートマジンガーをいきなり操縦するなど優れた能力を持つが、機能停止に驚いてグレートを乗り捨て、反撃を許してしまい部下もろ共母艦と爆死する。
- ガンダル司令：富田耕生
- ブラッキー隊長：緒方賢一

予告編
- ナレーター:富山敬

## 登場した円盤獣
ジンジン
兜甲児をTFOごと捕らえた円盤獣。身長27メートル、体重310トン、マッハ7で飛行する。円盤が上下に分割して、上半身のみという特異な姿を現す。武器は伸縮自在の両手に備わったクローと、胸部（もしくは腹部）に複数並んだ発射口から撃ち出す破壊光弾。ほかに、劇中では使用されていないが、目から破壊光線を出すとされている。グレンダイザーとも対決するが、組み付いたところを反重力ストームで上空へ吹き飛ばされて両腕を引きちぎられたあげく、地面に落下・激突して爆発した。
グビグビ
バレンドスが操縦するグレートマジンガーを援護するために出撃し、2対1でグレンダイザーを苦しめた円盤獣。身長39メートル、体重350トン、マッハ6.5で飛行し、地上戦・地中戦が得意。武器は両腕の、投擲兵器にもなるトゲの付いた回転シールドと脚部に複数生えた鋭いクロー。メルトシャワーを弾き、スピンソーサーやハンドビームも通用しない頑強さを見せるが、腕の付け根をスクリュークラッシャーパンチで破壊されて左のシールドを失い、さらに物語終盤では甲児に奪還されたグレートマジンガーと戦って、アトミックパンチで右腕のシールドも粉砕され、ブレストバーンで爆散した。
コアコア
3基ある核を中心に空中の帯電エネルギーが集まってできた、他に例のない特殊な円盤獣。武器は同時に3つの核からシャワー状に放つ火の球（矢）。核以外の部分には実体がなく、ダブルハーケンやグレートブーメランの投擲といった通常攻撃ではダメージを与えられない。ブレストバーンと反重力ストームでエネルギーを分解・吹き飛ばされながらもグレンダイザーに体当たりを敢行するが躱されてしまい、母艦に激突してもろともに爆発四散する。

## スタッフ
- 製作：今田智憲
- 企画：有賀健、勝田稔男
- 原作：永井豪とダイナミック企画[注釈 1]
- 脚本：藤川桂介
- 音楽：菊池俊輔、渡辺宙明
- 原画：友永秀和[注釈 8]、湖川滋、木下勇喜
- 動画：長崎重信、後藤紀子、月間恵美子、丹司道雄
- 背景：松本健治、海老沢一男、原田謙一、野崎俊郎
- 仕上：高橋達雄、前田剛弘
- 特殊効果：岡田良明、壇合昇
- 撮影：菅谷信行
- 編集：松原千佳子
- 選曲：宮下滋
- 演出助手：松浦錠平
- 進行主任：佐伯雅久
- 現像：東映化学
- 記録：伊達悦子
- 録音：池上信照
- 効果：石田サウンドプロ
- 美術：伊藤岩光
- 作画監督：小松原一男
- 演出：葛西治

## 主題歌・挿入歌
オープニング映像では、作詞に保富康午と小池一雄がクレジットされていたが、小池作詞による歌は使用されなかった。
以下、全曲とも『UFOロボ グレンダイザー』より。
オープニングテーマ「宇宙の王者グレンダイザー」
作詞：保富康午 / 作曲：菊池俊輔 / 編曲：森岡賢一郎 / 歌：ささきいさお、こおろぎ'73
TV版オープニング「とべ! グレンダイザー」は使用せず。
挿入歌「きみこそ勇者」
作詞：早乙女達人 / 作曲・編曲：菊池俊輔 / 歌：ささきいさお、コロムビアゆりかご会
挿入歌「とべ! グレンダイザー」
作詞：保富康午 / 作曲・編曲：菊池俊輔 / 歌：ささきいさお、コロムビアゆりかご会

## 同時上映
| 作品名                        | 原作       | （声の）出演                                                     | 備考       |
| ----------------------------- | ---------- | ---------------------------------------------------------------- | ---------- |
| 長靴をはいた猫 80日間世界一周 |            | なべおさみ、神山卓三、滝口順平、大塚周夫、増山江威子             | 劇場用新作 |
| ロボコンの大冒険              | 石森章太郎 | 山本圭子、野田圭一、島田歌穂、大野しげひさ、加藤みどり、天本英世 | 劇場用新作 |
| 一休さん                      |            | 藤田淑子、宮内幸平、桂玲子、山田俊司、野田圭一                   |            |
| 秘密戦隊ゴレンジャー          | 石森章太郎 | 誠直也、宮内洋、畠山麦、小牧りさ、伊藤幸雄、高原駿雄             |            |

## ネット配信
- 「令和6年能登半島地震応援復興配信」のラストとして、「東映シアターオンライン」（YouTube）の2024年3月7日21:00から同年同月21日20:59（JST）まで無料配信が行われ、この配信による収益の一部は日本赤十字社へ寄付された。

## 映像ソフト化
- 1986年12月12日に東映ビデオから『劇場版マジンガーシリーズ 3』として『グレートマジンガー対ゲッターロボG 空中大激突』『宇宙円盤大戦争』とカップリングでVHSにて発売された。
- 1992年11月25日に東映ビデオから『劇場版グレンダイザーシリーズ』として『グレンダイザー ゲッターロボG グレートマジンガー 決戦! 大海獣』とカップリングでレーザーディスクが発売される。
- 2002年5月21日に東映ビデオから『マジンガーZ対デビルマン』から『グレンダイザー ゲッターロボG グレートマジンガー 決戦! 大海獣』までを一括収録したDVD-BOX『マジンガー the MOVIE 永井豪スーパーロボットBOX』が発売された[6]。
- 2003年5月21日に同じく東映ビデオから発売されたDVD『マジンガー the MOVIE 2』に『グレートマジンガー対ゲッターロボ』『グレートマジンガー対ゲッターロボG 空中大激突』『グレンダイザー ゲッターロボG グレートマジンガー 決戦! 大海獣』3作とのセットで収録された。（同時発売のDVD-BOX『マジンガー the MOVIE 永井豪スーパーロボットBOX Compact』にも『マジンガー the MOVIE 1』と同梱のうえ発売された。）
- 2011年11月21日発売の『復刻!東映まんがまつり1976春』（DVD）に、同時上映の6作品とともに劇場予告編が併録されている。
- 2012年10月21日発売のブルーレイ『マジンガー THE MOVIE　Blu-ray 1973〜1976』に収録。(新たに疑似5.1ch化した音声を併録。)
- 2013年12月6日発売のブルーレイ『マジンガー THE MOVIE　vol.2』に『グレートマジンガー対ゲッターロボG 空中大激突』『宇宙円盤大戦争』『グレンダイザー ゲッターロボG グレートマジンガー 決戦! 大海獣』と併せて収録。(これは『マジンガー THE MOVIE　Blu-ray 1973〜1976』のBOXからDISC2を単巻でプライスダウン発売したもの[7]。)
- 2023年8月9日発売の『MAZINGER THE MOVIE 1973-1976 4Kリマスター版』[8][9]に収録された。

## 漫画版
石川賢により、月刊『テレビマガジン4月増刊 8大ヒーロージャンボ号』に『グレンダイザー対グレート・マジンガー』のタイトルで掲載。当時発行された講談社KCコミックス『UFOロボ グレンダイザー』第2巻に「グレンダイザー対グレート・マジンガーの巻PARTII」のタイトルで収録された。後に大都社より発行された単行本ではタイトルが『魔神の挑戦』に改題されている。
キャラクターや円盤獣の数体が映画版と共通してはいるものの、バイオレンスかつハードな内容や展開はほとんど石川賢のオリジナルと言ってよく、ほぼ別物である。
ストーリー
かつて、フリード星の女子供を人質として捕らえ、返還の交換条件として武器を取り上げ反撃を封じ、返還と称して高空から叩き落とすことで女子供を集中的に殺害する作戦でフリード星を壊滅に追い込んだバレンドスがグレートを強奪。さらにデュークの隙を突いて誘拐した甲児以下デュークの仲間や子供達を、人質としてグレートの全身に縛り付けて攻撃してきた。グレートがグレンダイザーを殴れば指に縛り付けられた人が潰されるなど、反撃するどころか無抵抗でいても犠牲者が出るという非道な作戦の前に、デュークは手も足も出ない。
しかし、誘拐された時に吾郎が隠し持っていたレーザー銃により解放された甲児がグレートの操縦席を狙撃。さらにダイザーがマジンガーブレードを突き入れてバレンドスは地上に落下、多くの殺された人達の恨みを込めたダブルハーケンがバレンドスを八つ裂きにした。